# Liste des membres non permanents du Conseil de sécurité des Nations unies
Pour des articles plus généraux, voir Conseil de sécurité des Nations unies et sa composition actuelle.
Depuis 1965 le Conseil de sécurité des Nations unies compte, outre ses 5 membres permanents, 10 membres non permanents qui sont élus pour deux ans à la majorité des deux tiers par l'Assemblée générale des Nations unies, et renouvelés par moitié tous les ans. Auparavant, de 1946 à 1965, il ne comptait que 6 membres non permanents.

## Composition par année

### 1946–1965
| Année | Sièges latino-américains | Sièges latino-américains | Siège du Commonwealth | Siège est-européen et asiatique | Siège moyen-oriental  | Siège ouest-européen |
| ----- | ------------------------ | ------------------------ | --------------------- | ------------------------------- | --------------------- | -------------------- |
| 1946  | Brésil                   | Mexique                  | Argentine             | Pologne                         | Royaume d'Égypte      | Pays-Bas             |
| 1947  | Brésil                   | Colombie                 | Argentine             | Pologne                         | Syrie                 | Belgique             |
| 1948  | Argentine                | Colombie                 | Canada                | RSS d’Ukraine                   | Syrie                 | Belgique             |
| 1949  | Argentine                | Cuba                     | Canada                | RSS d’Ukraine                   | Royaume d'Égypte      | Norvège              |
| 1950  | Équateur                 | Cuba                     | Inde                  | Yougoslavie                     | Royaume d'Égypte      | Norvège              |
| 1951  | Équateur                 | Brésil                   | Inde                  | Yougoslavie                     | Turquie               | Pays-Bas             |
| 1952  | Chili                    | Brésil                   | Pakistan              | Royaume de Grèce                | Turquie               | Pays-Bas             |
| 1953  | Chili                    | Colombie                 | Pakistan              | Royaume de Grèce                | Liban                 | Danemark             |
| 1954  | Brésil                   | Colombie                 | Nouvelle-Zélande      | Turquie                         | Liban                 | Danemark             |
| 1955  | Brésil                   | Pérou                    | Nouvelle-Zélande      | Turquie                         | Iran                  | Belgique             |
| 1956  | Cuba                     | Pérou                    | Australie             | Yougoslavie                     | Iran                  | Belgique             |
| 1957  | Cuba                     | Colombie                 | Australie             | Philippines                     | Royaume d'Irak        | Suède                |
| 1958  | Panama                   | Colombie                 | Canada                | Japon                           | Royaume d'Irak        | Suède                |
| 1959  | Panama                   | Argentine                | Canada                | Japon                           | Tunisie               | Italie               |
| 1960  | Équateur                 | Argentine                | Ceylan                | Pologne                         | Tunisie               | Italie               |
| 1961  | Équateur                 | Chili                    | Ceylan                | Turquie                         | République arabe unie | Liberia              |
| 1962  | Vénézuela                | Chili                    | Ghana                 | Roumanie                        | République arabe unie | Irlande              |
| 1963  | Vénézuela                | Brésil                   | Ghana                 | Philippines                     | Maroc                 | Norvège              |
| 1964  | Bolivie                  | Brésil                   | Côte d'Ivoire         | Tchécoslovaquie                 | Maroc                 | Norvège              |
| 1965  | Bolivie                  | Uruguay                  | Côte d'Ivoire         | Malaisie                        | Jordanie              | Pays-Bas             |

### Depuis 1966
| Année | Groupe africain * indique la représentation des nations arabes | Groupe africain * indique la représentation des nations arabes | Groupe africain * indique la représentation des nations arabes | Groupe asiatique et pacifique * indique la représentation des nations arabes | Groupe asiatique et pacifique * indique la représentation des nations arabes | Groupe latino-américain et caribéen | Groupe latino-américain et caribéen | Groupe ouest-européen et autres | Groupe ouest-européen et autres | Groupe est-européen |
| ----- | -------------------------------------------------------------- | -------------------------------------------------------------- | -------------------------------------------------------------- | ---------------------------------------------------------------------------- | ---------------------------------------------------------------------------- | ----------------------------------- | ----------------------------------- | ------------------------------- | ------------------------------- | ------------------- |
| 1966  | Mali                                                           | Nigeria                                                        | Ouganda                                                        | Japon                                                                        | Jordanie *                                                                   | Argentine                           | Uruguay                             | Pays-Bas                        | Nouvelle-Zélande                | Bulgarie            |
| 1967  | Mali                                                           | Nigeria                                                        | Éthiopie                                                       | Japon                                                                        | Inde                                                                         | Argentine                           | Brésil                              | Canada                          | Danemark                        | Bulgarie            |
| 1968  | Algérie *                                                      | Sénégal                                                        | Éthiopie                                                       | Pakistan                                                                     | Inde                                                                         | Paraguay                            | Brésil                              | Canada                          | Danemark                        | Hongrie             |
| 1969  | Algérie *                                                      | Sénégal                                                        | Zambie                                                         | Pakistan                                                                     | Népal                                                                        | Paraguay                            | Colombie                            | Finlande                        | Espagne                         | Hongrie             |
| 1970  | Burundi                                                        | Sierra Leone                                                   | Zambie                                                         | Syrie *                                                                      | Népal                                                                        | Nicaragua                           | Colombie                            | Finlande                        | Espagne                         | Pologne             |
| 1971  | Burundi                                                        | Sierra Leone                                                   | Somalie                                                        | Syrie *                                                                      | Japon                                                                        | Nicaragua                           | Argentine                           | Belgique                        | Italie                          | Pologne             |
| 1972  | Guinée                                                         | Soudan *                                                       | Somalie                                                        | Inde                                                                         | Japon                                                                        | Panama                              | Argentine                           | Belgique                        | Italie                          | Yougoslavie         |
| 1973  | Guinée                                                         | Soudan *                                                       | Kenya                                                          | Inde                                                                         | Indonésie                                                                    | Panama                              | Pérou                               | Australie                       | Autriche                        | Yougoslavie         |
| 1974  | Cameroun                                                       | Mauritanie                                                     | Kenya                                                          | Irak *                                                                       | Indonésie                                                                    | Costa Rica                          | Pérou                               | Australie                       | Autriche                        | RSS de Biélorussie  |
| 1975  | Cameroun                                                       | Mauritanie                                                     | Tanzanie                                                       | Irak *                                                                       | Japon                                                                        | Costa Rica                          | Guyana                              | Italie                          | Suède                           | RSS de Biélorussie  |
| 1976  | Bénin                                                          | Libye *                                                        | Tanzanie                                                       | Pakistan                                                                     | Japon                                                                        | Panama                              | Guyana                              | Italie                          | Suède                           | Roumanie            |
| 1977  | Bénin                                                          | Libye *                                                        | Maurice                                                        | Pakistan                                                                     | Inde                                                                         | Panama                              | Vénézuela                           | Canada                          | Allemagne de l'Ouest            | Roumanie            |
| 1978  | Gabon                                                          | Nigeria                                                        | Maurice                                                        | Koweït *                                                                     | Inde                                                                         | Bolivie                             | Vénézuela                           | Canada                          | Allemagne de l'Ouest            | Tchécoslovaquie     |
| 1979  | Gabon                                                          | Nigeria                                                        | Zambie                                                         | Koweït *                                                                     | Bangladesh                                                                   | Bolivie                             | Jamaïque                            | Norvège                         | Portugal                        | Tchécoslovaquie     |
| 1980  | Niger                                                          | Tunisie *                                                      | Zambie                                                         | Philippines                                                                  | Bangladesh                                                                   | Mexique                             | Jamaïque                            | Norvège                         | Portugal                        | Allemagne de l'Est  |
| 1981  | Niger                                                          | Tunisie *                                                      | Ouganda                                                        | Philippines                                                                  | Japon                                                                        | Mexique                             | Panama                              | Irlande                         | Espagne                         | Allemagne de l'Est  |
| 1982  | Togo                                                           | Zaïre                                                          | Ouganda                                                        | Jordanie *                                                                   | Japon                                                                        | Guyana                              | Panama                              | Irlande                         | Espagne                         | Pologne             |
| 1983  | Togo                                                           | Zaïre                                                          | Zimbabwe                                                       | Jordanie *                                                                   | Pakistan                                                                     | Guyana                              | Nicaragua                           | Malte                           | Pays-Bas                        | Pologne             |
| 1984  | Burkina Faso                                                   | Égypte *                                                       | Zimbabwe                                                       | Inde                                                                         | Pakistan                                                                     | Pérou                               | Nicaragua                           | Malte                           | Pays-Bas                        | RSS d’Ukraine       |
| 1985  | Burkina Faso                                                   | Égypte *                                                       | Madagascar                                                     | Inde                                                                         | Thaïlande                                                                    | Pérou                               | Trinité-et-Tobago                   | Australie                       | Danemark                        | RSS d’Ukraine       |
| 1986  | Congo                                                          | Ghana                                                          | Madagascar                                                     | Émirats arabes unis *                                                        | Thaïlande                                                                    | Venezuela                           | Trinité-et-Tobago                   | Australie                       | Danemark                        | Bulgarie            |
| 1987  | Congo                                                          | Ghana                                                          | Zambie                                                         | Émirats arabes unis *                                                        | Japon                                                                        | Venezuela                           | Argentine                           | Allemagne de l'Ouest            | Italie                          | Bulgarie            |
| 1988  | Algérie *                                                      | Sénégal                                                        | Zambie                                                         | Népal                                                                        | Japon                                                                        | Brazil                              | Argentine                           | Allemagne de l'Ouest            | Italie                          | Yougoslavie         |
| 1989  | Algérie *                                                      | Sénégal                                                        | Éthiopie                                                       | Népal                                                                        | Malaisie                                                                     | Brazil                              | Colombie                            | Canada                          | Finlande                        | Yougoslavie         |
| 1990  | Côte d'Ivoire                                                  | Zaïre                                                          | Éthiopie                                                       | Yémen *                                                                      | Malaisie                                                                     | Cuba                                | Colombie                            | Canada                          | Finlande                        | Roumanie            |
| 1991  | Côte d'Ivoire                                                  | Zaïre                                                          | Zimbabwe                                                       | Yémen *                                                                      | Inde                                                                         | Cuba                                | Équateur                            | Autriche                        | Belgique                        | Roumanie            |
| 1992  | Cap-Vert                                                       | Maroc *                                                        | Zimbabwe                                                       | Japon                                                                        | Inde                                                                         | Venezuela                           | Équateur                            | Autriche                        | Belgique                        | Hongrie             |
| 1993  | Cap-Vert                                                       | Maroc *                                                        | Djibouti                                                       | Japon                                                                        | Pakistan                                                                     | Venezuela                           | Brésil                              | Nouvelle-Zélande                | Espagne                         | Hongrie             |
| 1994  | Nigeria                                                        | Rwanda                                                         | Djibouti                                                       | Oman *                                                                       | Pakistan                                                                     | Argentine                           | Brésil                              | Nouvelle-Zélande                | Espagne                         | République tchèque  |
| 1995  | Nigeria                                                        | Rwanda                                                         | Botswana                                                       | Oman *                                                                       | Indonésie                                                                    | Argentine                           | Honduras                            | Allemagne                       | Italie                          | République tchèque  |
| 1996  | Égypte *                                                       | Guinée-Bissau                                                  | Botswana                                                       | Corée du Sud                                                                 | Indonésie                                                                    | Chili                               | Honduras                            | Allemagne                       | Italie                          | Pologne             |
| 1997  | Égypte *                                                       | Guinée-Bissau                                                  | Kenya                                                          | Corée du Sud                                                                 | Japon                                                                        | Chili                               | Costa Rica                          | Portugal                        | Suède                           | Pologne             |
| 1998  | Gabon                                                          | Gambie                                                         | Kenya                                                          | Bahreïn *                                                                    | Japon                                                                        | Brésil                              | Costa Rica                          | Portugal                        | Suède                           | Slovénie            |
| 1999  | Gabon                                                          | Gambie                                                         | Namibie                                                        | Bahreïn *                                                                    | Malaisie                                                                     | Brésil                              | Argentine                           | Canada                          | Pays-Bas                        | Slovénie            |
| 2000  | Mali                                                           | Tunisie *                                                      | Namibie                                                        | Bangladesh                                                                   | Malaisie                                                                     | Jamaïque                            | Argentine                           | Canada                          | Pays-Bas                        | Ukraine             |
| 2001  | Mali                                                           | Tunisie *                                                      | Maurice                                                        | Bangladesh                                                                   | Singapour                                                                    | Jamaïque                            | Colombie                            | Irlande                         | Norvège                         | Ukraine             |
| 2002  | Cameroun                                                       | Guinée                                                         | Maurice                                                        | Syrie *                                                                      | Singapour                                                                    | Mexique                             | Colombie                            | Irlande                         | Norvège                         | Bulgarie            |
| 2003  | Cameroun                                                       | Guinée                                                         | Angola                                                         | Syrie *                                                                      | Pakistan                                                                     | Mexique                             | Chili                               | Allemagne                       | Espagne                         | Bulgarie            |
| 2004  | Algérie *                                                      | Bénin                                                          | Angola                                                         | Philippines                                                                  | Pakistan                                                                     | Brésil                              | Chili                               | Allemagne                       | Espagne                         | Roumanie            |
| 2005  | Algérie *                                                      | Bénin                                                          | Tanzanie                                                       | Philippines                                                                  | Japon                                                                        | Brésil                              | Argentine                           | Danemark                        | Grèce                           | Roumanie            |
| 2006  | Ghana                                                          | République du Congo                                            | Tanzanie                                                       | Qatar *                                                                      | Japon                                                                        | Pérou                               | Argentine                           | Danemark                        | Grèce                           | Slovaquie           |
| 2007  | Ghana                                                          | République du Congo                                            | Afrique du Sud                                                 | Qatar *                                                                      | Indonésie                                                                    | Pérou                               | Panama                              | Belgique                        | Italie                          | Slovaquie           |
| 2008  | Burkina Faso                                                   | Libye *                                                        | Afrique du Sud                                                 | Viêt Nam                                                                     | Indonésie                                                                    | Costa Rica                          | Panama                              | Belgique                        | Italie                          | Croatie             |
| 2009  | Burkina Faso                                                   | Libye *                                                        | Ouganda                                                        | Viêt Nam                                                                     | Japon                                                                        | Costa Rica                          | Mexique                             | Autriche                        | Turquie                         | Croatie             |
| 2010  | Gabon                                                          | Nigeria                                                        | Ouganda                                                        | Liban *                                                                      | Japon                                                                        | Brésil                              | Mexique                             | Autriche                        | Turquie                         | Bosnie-Herzégovine  |
| 2011  | Gabon                                                          | Nigeria                                                        | Afrique du Sud                                                 | Liban *                                                                      | Inde                                                                         | Brésil                              | Colombie                            | Allemagne                       | Portugal                        | Bosnie-Herzégovine  |
| 2012  | Maroc *                                                        | Togo                                                           | Afrique du Sud                                                 | Pakistan                                                                     | Inde                                                                         | Guatemala                           | Colombie                            | Allemagne                       | Portugal                        | Azerbaïdjan         |
| 2013  | Maroc *                                                        | Togo                                                           | Rwanda                                                         | Pakistan                                                                     | Corée du Sud                                                                 | Guatemala                           | Argentine                           | Australie                       | Luxembourg                      | Azerbaïdjan         |
| 2014  | Tchad                                                          | Nigeria                                                        | Rwanda                                                         | Jordanie *                                                                   | Corée du Sud                                                                 | Chili                               | Argentine                           | Australie                       | Luxembourg                      | Lituanie            |
| 2015  | Tchad                                                          | Nigeria                                                        | Angola                                                         | Jordanie *                                                                   | Malaisie                                                                     | Chili                               | Venezuela                           | Espagne                         | Nouvelle-Zélande                | Lituanie            |
| 2016  | Égypte *                                                       | Sénégal                                                        | Angola                                                         | Japon                                                                        | Malaisie                                                                     | Uruguay                             | Venezuela                           | Espagne                         | Nouvelle-Zélande                | Ukraine             |
| 2017  | Égypte *                                                       | Sénégal                                                        | Éthiopie                                                       | Japon                                                                        | Kazakhstan                                                                   | Uruguay                             | Bolivie                             | Italie                          | Suède                           | Ukraine             |
| 2018  | Côte d'Ivoire                                                  | Guinée équatoriale                                             | Éthiopie                                                       | Koweït *                                                                     | Kazakhstan                                                                   | Pérou                               | Bolivie                             | Pays-Bas                        | Suède                           | Pologne             |
| 2019  | Côte d'Ivoire                                                  | Guinée équatoriale                                             | Afrique du Sud                                                 | Koweït *                                                                     | Indonésie                                                                    | Pérou                               | République dominicaine              | Allemagne                       | Belgique                        | Pologne             |
| 2020  | Niger                                                          | Tunisie *                                                      | Afrique du Sud                                                 | Viêt Nam                                                                     | Indonésie                                                                    | Saint-Vincent-et-les-Grenadines     | République dominicaine              | Allemagne                       | Belgique                        | Estonie             |
| 2021  | Niger                                                          | Tunisie *                                                      | Kenya                                                          | Viêt Nam                                                                     | Inde                                                                         | Saint-Vincent-et-les-Grenadines     | Mexique                             | Irlande                         | Norvège                         | Estonie             |
| 2022  | Gabon                                                          | Ghana                                                          | Kenya                                                          | Émirats arabes unis*                                                         | Inde                                                                         | Brésil                              | Mexique                             | Irlande                         | Norvège                         | Albanie             |
| 2023  | Gabon                                                          | Ghana                                                          | Mozambique                                                     | Émirats arabes unis*                                                         | Japon                                                                        | Brésil                              | Équateur                            | Malte                           | Suisse                          | Albanie             |
| 2024  | Algérie *                                                      | Sierra Leone                                                   | Mozambique                                                     | Corée du Sud                                                                 | Japon                                                                        | Guyana                              | Équateur                            | Malte                           | Suisse                          | Slovénie            |
| 2025  | Algérie *                                                      | Sierra Leone                                                   | Somalie                                                        | Corée du Sud                                                                 | Pakistan                                                                     | Guyana                              | Panama                              | Danemark                        | Grèce                           | Slovénie            |

## Statistiques
Années passées au Conseil de Sécurité par pays (en 2021). En italiques, les États n'existant plus.
| États-Unis : 77                                   |
| France : 77                                       |
| Royaume-Uni : 77                                  |
| République populaire de Chine : 51                |
| Union soviétique : 46                             |
| Russie : 31                                       |
| République de Chine : 26                          |
| Japon : 22                                        |
| Brésil : 20                                       |
| Argentine : 18                                    |
| Inde : 16                                         |
| Colombie : 14                                     |
| Pakistan : 14                                     |
| Italie : 13                                       |
| Allemagne : 12                                    |
| Belgique : 12                                     |
| Canada : 12                                       |
| Pologne : 11                                      |
| Australie : 10                                    |
| Chili : 10                                        |
| Espagne : 10                                      |
| Nigeria : 10                                      |
| Panama : 10                                       |
| Pays-Bas : 10                                     |
| Venezuela : 10                                    |
| Norvège : 10                                      |
| Égypte : 9                                        |
| Mexique : 9                                       |
| Pérou : 9                                         |
| Danemark : 8                                      |
| Indonésie : 8                                     |
| Nouvelle-Zélande : 8                              |
| Suède : 8                                         |
| Tunisie : 8                                       |
| Ukraine : 8 (dont 4 comme RSS d'Ukraine)          |
| Malaisie : 7                                      |
| Roumanie : 7                                      |
| Syrie : 7                                         |
| Turquie : 7                                       |
| Yougoslavie : 7                                   |
| Irlande : 7                                       |
| Algérie : 6                                       |
| Autriche : 6                                      |
| Bolivie : 6                                       |
| Bulgarie : 6                                      |
| Costa Rica : 6                                    |
| Cuba : 6                                          |
| Équateur : 6                                      |
| Éthiopie : 6                                      |
| Gabon : 6                                         |
| Ghana : 6                                         |
| Jordanie : 6                                      |
| Maroc : 6                                         |
| Philippines : 6                                   |
| Portugal : 6                                      |
| Sénégal : 6                                       |
| Zambie : 6                                        |
| Côte d'Ivoire : 6                                 |
| Afrique du Sud : 6                                |
| Kenya : 6                                         |
| Ouganda : 5                                       |
| Angola : 4                                        |
| Bangladesh : 4                                    |
| Bénin : 4                                         |
| Burkina Faso : 4                                  |
| Cameroun : 4                                      |
| Corée du Sud : 4                                  |
| Finlande : 4                                      |
| Grèce : 4                                         |
| Guinée : 4                                        |
| Guyana : 4                                        |
| Hongrie : 4                                       |
| Irak : 4                                          |
| Jamaïque : 4                                      |
| Liban : 4                                         |
| Libye : 4                                         |
| Mali : 4                                          |
| Maurice : 4                                       |
| Népal : 4                                         |
| Nicaragua : 4                                     |
| République du Congo : 4                           |
| Rwanda : 4                                        |
| Tanzanie : 4                                      |
| Togo : 4                                          |
| Uruguay : 4                                       |
| Zaïre : 4                                         |
| Zimbabwe : 4                                      |
| Niger : 4                                         |
| Viêt Nam : 4                                      |
| Koweït : 3                                        |
| Tchécoslovaquie : 3                               |
| Allemagne de l'Est : 2                            |
| Azerbaïdjan : 2                                   |
| Bahreïn : 2                                       |
| Biélorussie : 2 (dont 2 comme RSS de Biélorussie) |
| Bosnie-Herzégovine : 2                            |
| Botswana : 2                                      |
| Burundi : 2                                       |
| Cap-Vert : 2                                      |
| Croatie : 2                                       |
| Djibouti : 2                                      |
| Émirats arabes unis : 2                           |
| Gambie : 2                                        |
| Guatemala : 2                                     |
| Guinée-Bissau : 2                                 |
| Honduras : 2                                      |
| Iran : 2                                          |
| Kazakhstan : 2                                    |
| Lituanie : 2                                      |
| Luxembourg : 2                                    |
| Madagascar : 2                                    |
| Malte : 2                                         |
| Mauritanie : 2                                    |
| Namibie : 2                                       |
| Oman : 2                                          |
| Paraguay : 2                                      |
| Qatar : 2                                         |
| République arabe unie : 2                         |
| République tchèque : 2                            |
| Sierra Leone : 2                                  |
| Singapour : 2                                     |
| Slovaquie : 2                                     |
| Slovénie : 2                                      |
| Somalie : 2                                       |
| Soudan : 2                                        |
| Sri Lanka : 2                                     |
| Tchad : 2                                         |
| Thaïlande : 2                                     |
| Trinité-et-Tobago : 2                             |
| Estonie : 2                                       |
| Saint-Vincent-et-les-Grenadines : 2               |
| Yémen : 2                                         |
| Guinée équatoriale : 1                            |
| Liberia : 1                                       |